# Carolusberg
Carolusberg ist eine Ortschaft im Distrikt Namakwa in der südafrikanischen Provinz Northern Cape. Sie befindet sich in einer gering besiedelten Region im Westen der Provinz und in einer wegen ihres Kupferbergbaus bekannten Umgebung.

## Geographie und Geologie
Carolusberg liegt östlich angrenzend zur Kleinstadt Springbok und gehört zur Lokalgemeinde Nama Khoi. Das bebaute Ortsgebiet ist durch die Haupterschließungsstraße in zwei Bereiche geteilt.
Östlich der Siedlung befindet sich die Erhebung des Carolusbergs (1333 m). Südlich des Ortes liegen zwei große Tagebauareale eines Kupfer-Erzbergbaus, die Simon van der Stel Coppermine und die Carolusberg Mine.
Unter geologischen Gesichtspunkten befindet sich der Ort und seine Umgebung im Bereich der Namaqua-Section der Namaqua-Natal Metamorphic Province. Das ist eine geologische Großstruktur aus magmatischen und metamorphen Gesteinen, die im Verlaufe der Namaqua-Orogenese (etwa 1200 bis 1000 mya) entstanden. Die von der Carolusberg Mine angefahrene Lagerstätte besteht aus einem stark Cu-mineralisierten Norit, der als Steilstruktur in den Nababeep-Gneis intrudierte. Diese bemerkenswerten Vererzungen in Diorit-, Anorthosit- und Norit-Körpern der Umgebung von Okiep werden mit der Bezeichnung Koperberg Suite zusammengefasst. Die in der Lagerstätte Carolusberg Mine bisher nachgewiesene Cu-Vererzung erstreckt sich bis zu einer Tiefe von 1400 Metern.

## Bevölkerung
Der Ort hatte 2011 gemäß der Volkszählung 1336 Einwohner in 400 Haushalten auf einer Fläche von 123,59 km². Das waren 65,57 % Coloureds, 17,96 % Schwarze, 14,30 % Weiße, 1,20 % Andere und 0,97 % Inder oder andere Asiaten. Gesprochen wurde zu 83,37 % Afrikaans, 11,39 % isiXhosa, 3,07 % Englisch, 1,11 % indigene afrikanische Sprachen, 0,97 % andere Sprachen und zu 0,07 % Gebärdensprache.

## Geschichte

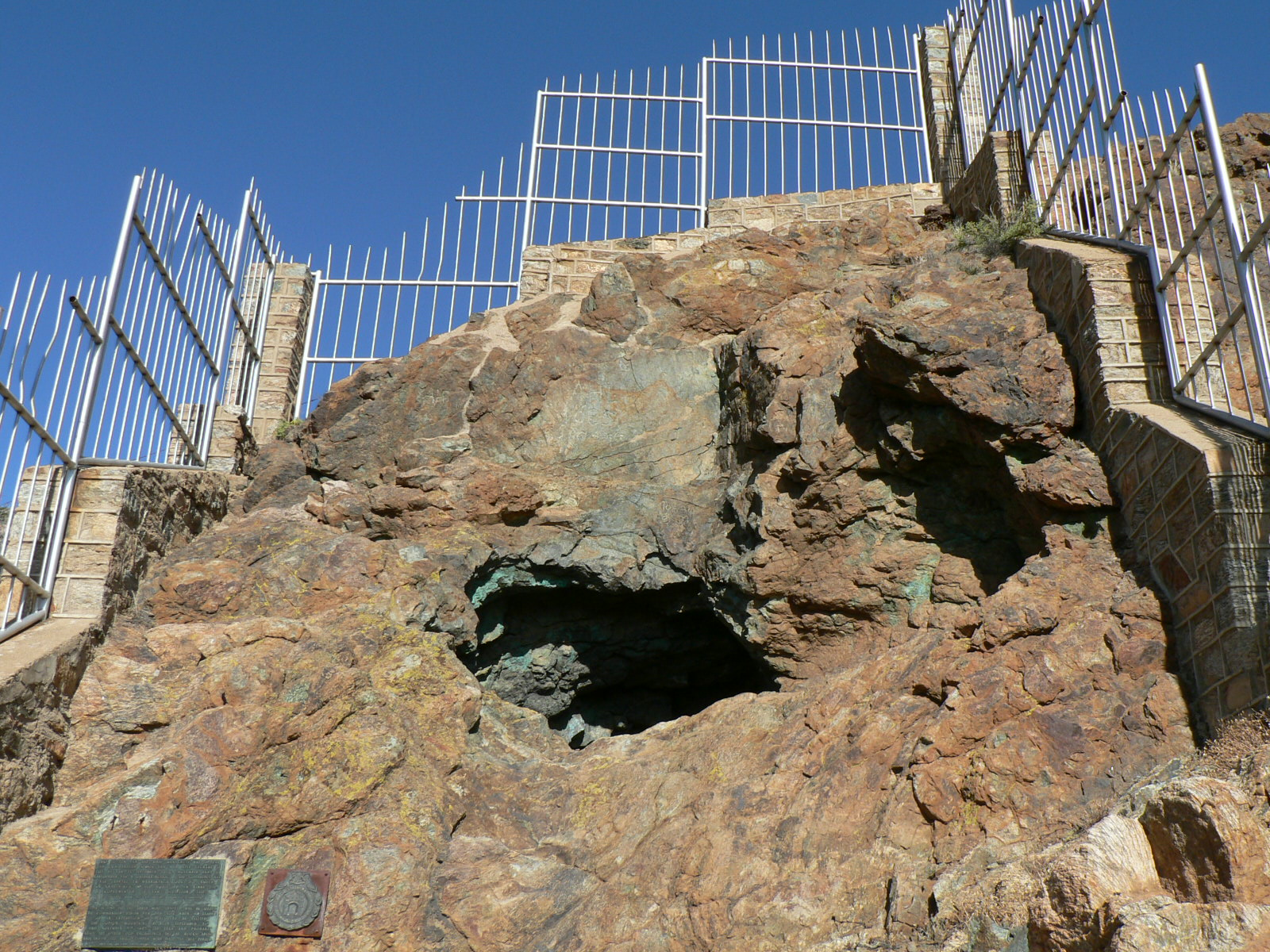
Denkmalgeschützter („Provincial Heritage Site“) Altbergbau aus der Zeit von Simon van der Stel bei Carolusberg

Der ehemalige Gouverneur der Kapkolonie, Simon van der Stel, besuchte im Herbst 1685 die Region, in der bereits die Nama Kenntnis von den Kupfervorkommen hatten. Dabei weilte er auch in den Koper Bergen, nahe dem heutigen Ort Carolusberg. Damals hieß die Lokalität noch Copperberg (deutsch: „Kupferberg“). Die Expedition von Simon van der Stel war gut vorbereitet und es hatte zuvor bereits einige Anläufe gegeben, von denen nur die von Izaak Schrijver im Mai 1684 erfolgreich war und Musterstücke von Kupfererz nach Kapstadt zurückbrachte.
Im 20. Jahrhundert gab es wieder Bergbauaktivitäten, als 1939 in der Region durch die Okiep Copper Company (OCC) zeitweilig Kupfererz gefördert wurde. Mit dem Deep Ore Copper Project nahm im Jahre 1983 die Okiep Copper Company (OCC) den Erzbergbau in Carolusberg erneut auf.
Die nahe und weitere Umgebung von Carolusberg ist eine Region historischer Bergbauaktivitäten über einen Zeitraum von mehreren Jahrhunderten. Die Auswertung diesbezüglicher historischer Daten wird für die Prospektion mit modernen Methoden genutzt.

## Verkehr
Carolusberg ist über eine kurze Zufahrtsstraße von der Nationalstraße N14 erreichbar. Wenige Kilometer südlich des Ortes befindet sich der Springbok Airport. Dieser ist mit der Regionalstraße R355 von der Stadt Springbok aus zu erreichen. Eine Landstraße führt von Carolusberg nach Norden zur benachbarten Bergbaustadt Concordia. Auf einer anderen Landstraße gelangt man zunächst westwärts zum nördlich gelegenen Bergbauort Okiep.

## Sehenswürdigkeiten

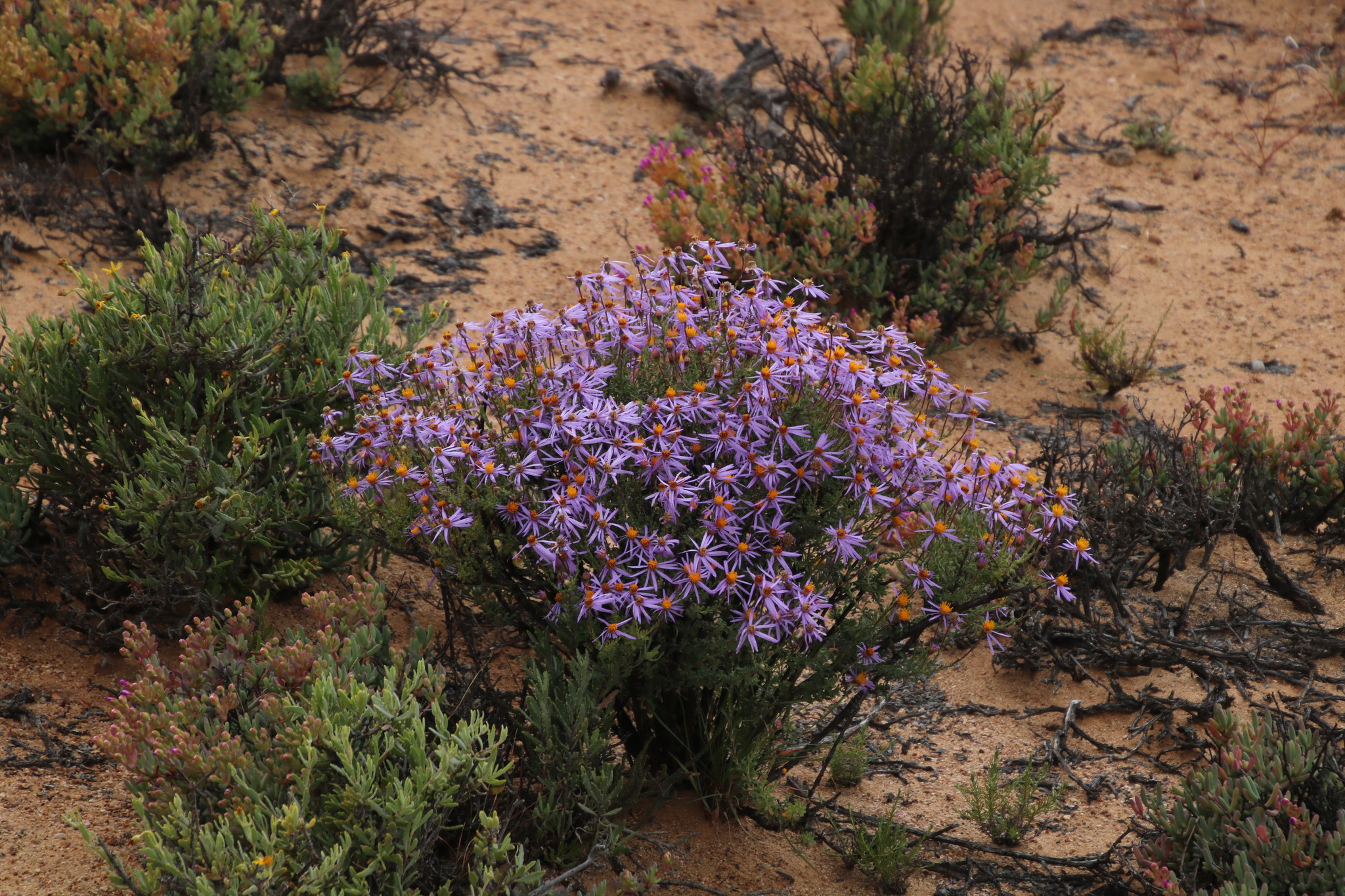
Blühende Felicia brevifolia (Kapastern) im Goegap Nature Reserve

- Berglandschaft des Carolusbergs (1333 m)
- Lokalität eines Altbergbaus südlich von Carolusberg; in der Denkmalliste der Provinz enthalten. (Lage: )
- Goegap Nature Reserve, ein Naturschutzgebiet im Bergland südöstlich von Carolusberg, Wildblumenreservat in der Halbwüstenregion des Namaqualands[12]